# Geschützter Landschaftsbestandteil Hof Reh

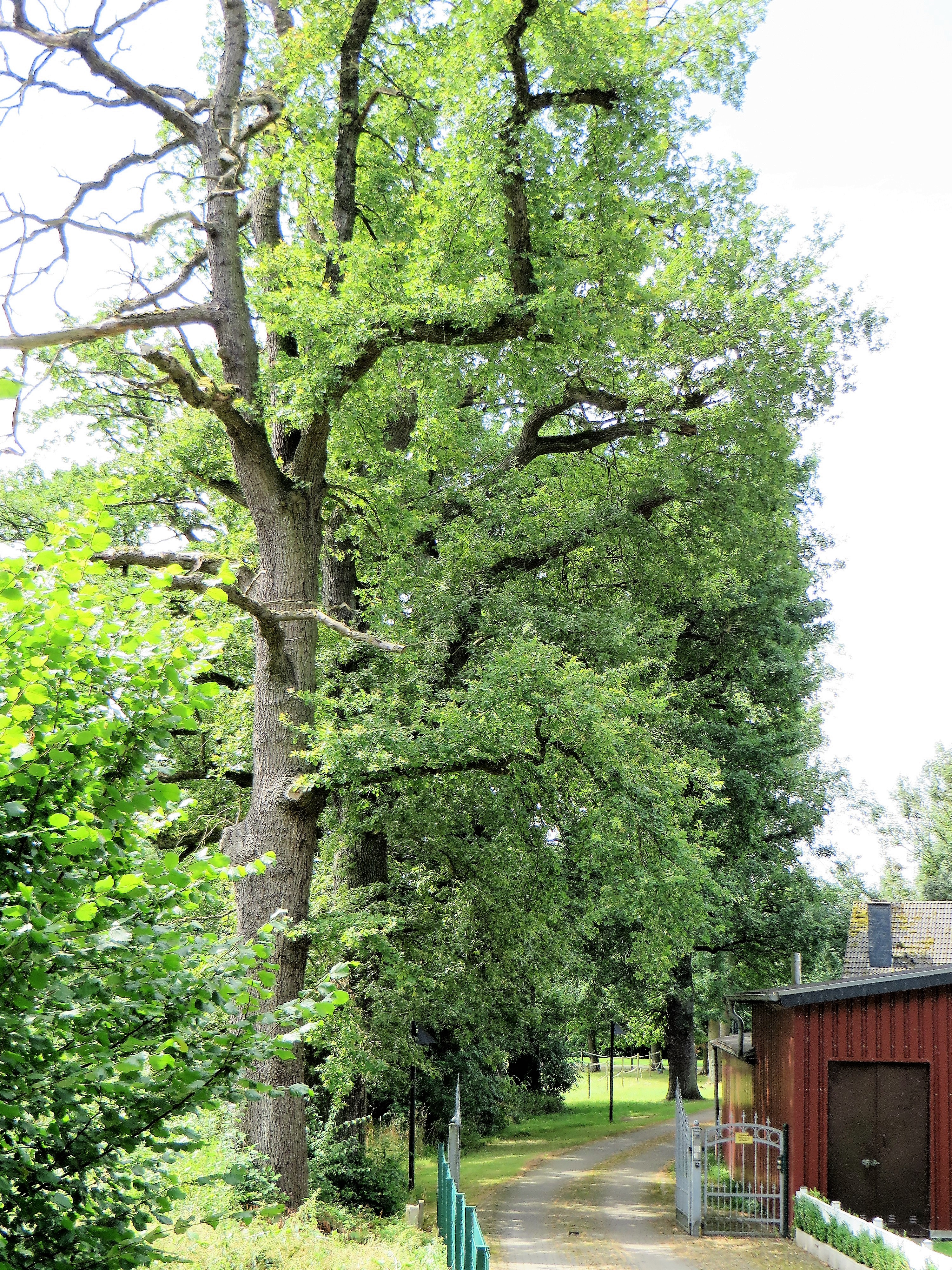
Geschützter Landschaftsbestandteil Hof Reh

Der Geschützte Landschaftsbestandteil Hof Reh mit einer Flächengröße von 0,7 ha liegt auf dem Gebiet der kreisfreien Stadt Hagen in Nordrhein-Westfalen. Der LB wurde 1994 mit dem Landschaftsplan der Stadt Hagen vom Stadtrat von Hagen ausgewiesen.

## Beschreibung
Beschreibung im Landschaftsplan: „Es handelt sich um eine ca. 100 - 250 jährige Baumgruppe/Baumreihe bestehend aus 3 Blutbuchen, 10 Ahornbäumen, 10 Eichen und 2 Eschen mit einem Stammumfang von ca. 300 cm und ca. 20 m Höhe sowie um den Teich am Hof Reh.“ Der LB liegt im Stadtteil Hohenlimburg, Ortsteil Reh, an der Wannebachstraße.

## Schutzzweck
Laut Landschaftsplan erfolgte die Ausweisung „zur Sicherung der Leistungsfähigkeit des Naturhaushalts durch Erhalt eines Lebensraumes für die charakteristischen Tier- und Pflanzenarten der Kleingewässer einschließlich der Sumpfzonen sowie eines wertvollen Altholzbestandes als Lebensraum insbesondere für Kleinsäuger, höhlenbrütende Vogelarten und totholzbewohnende Insekten“.